# Dasypogon lugens
Dasypogon lugens là một loài ruồi trong họ Asilidae. Dasypogon lugens được Philippi miêu tả năm 1865. Loài này phân bố ở vùng Tân nhiệt đới.